# Fordulat
A Fordulat társadalomelméleti folyóirat, a Társadalomelméleti Kollégium lapja.

## Történeti áttekintés
A Fordulat első folyama 1985 és 2004 között jelent meg. Az 1981-ben alakult Társadalomelméleti Kollégium (TEK) a folyóiraton keresztül kívánta a belső szakmai munkát elérhetővé tenni. A kilencvenes évektől a lap profilja bővült: körkérdések és viták formájában a szakkollégiumon kívüli társadalomkutatóknak fórumot biztosított, valamint a TEK által szervezett konferenciáknak és a belső szakmai munkában kiemelt jelentőségű szövegek fordításainak teret adott. Ugyanakkor mindvégig megmaradt a szakkollégium belső lapjának.
A Fordulat új folyama 2008-ban indult el azzal a céllal, hogy a hazai társadalomtudományi gondolkodásban meghatározó szerepet töltsön be. 2017 óta a Fordulat az MTA IX. osztálya által D minősítéssel ellátott folyóirat. A szerkesztők és a munkatársak többsége továbbra is a TEK-ből kerül ki, a folyóirat célja viszont már nem a belső szakkollégiumi munka, hanem a kritikai, elsősorban a politikai gazdaságtan hagyományára támaszkodó kutatások bemutatása lett. A lapszámok tematikusakká váltak, a témák bemutatása hazai szerzők új kutatási eredményein, fordításokon, interjúkon, valamint recenziókon keresztül egyaránt történik. Olyan témák kerültek feldolgozásra, mint a kritikai városkutatás, alapjövedelem, iszlám finanszírozás, jövedelemegyenlőtlenség, neoliberalizmus, prekariátus, továbbá több kísérlet történt a globális gazdasági és pénzügyi folyamatok, a tőkés rendszer, valamint az adósság értelmezésére. 2012-ig évente négy számban jelent meg, finanszírozási problémák miatt azonban átmeneti szünet következett be. A Fordulat ezt követő, 21. száma 2014 szeptemberében jött ki a Helyzet Műhellyel közös munkában, amely a kelet-európai rendszerváltások 25 éves évfordulója kapcsán a szocialista és posztszocialista rendszerek és a kettő közti viszony újraértelmezésére tesz kísérletet. A Fordulat 22. száma, amely 2017 decemberében jelent meg, a populizmus témáját járta körbe többek közt a "genderideológia" ellenes mozgalmak, az autoriter populizmusok és a populizmus-elméleti viták vizsgálatán keresztül. A Fordulat 23. száma 2018 júniusában jelent meg és a digitális kapitalizmus jelenségét vizsgálja.  A Fordulat 24-es száma 2018 novemberében jelenik meg Társadalmi reprodukció. Gondoskodás, szeretet, szex és házimunka a kapitalizmusban címmel, melyet egy kétnapos konferencia kísér. 2019-ben lét lapszámmal jelentkezett a folyóirat. A Klímaváltozás és kapitalizmus a profitmaximalizáló gazdasági-társadalmi berendezkedésnek a klímaváltozásban játszott szerepére mutatott rá, olyan szerzők írásain keresztül, mint Jason W. Moore, Andreas Malm és Ariel Salleh. A lapszámot intenzív sajtóérdeklődés kísérte. A Fordulat 2019 őszén megjelenő 2008–2018: Válság és hegemónia Magyarországon száma pedig az Orbán-rezsim elemzésére vállalkozott, a nőpolitikát, a járműipart, a kultúrát és a lakhatási válságot is figyelembe véve. 2020 októberében jelent meg a Fordulat 27. száma Szolidáris gazdaság: Közösségi válaszok a klímaválságra címmel. A folyóirat 2021-es 28. lapszáma a kritikai pedagógiával foglalkozott, a 29-es pedig az élelmiszer-önrendelkezés témájával. 2022-ben a kultúra és kapitalizmus viszonyáról és a kritikai pszichológiáról jelentek meg Fordulat számok.

## Impresszum
- Alapítva: 1985, új folyam: 2008
- Szerkesztőbizottság: Domschitz Mátyás, Lafferton Sára, Nagy Kristóf, Sidó Zoltán
- Alapító szerkesztők: Berki Tamás, Böcskei Balázs (főszerkesztő), Győry Csaba, Kodaj Dániel, Sebők Miklós
- Tanácsadó testület: Balázs Gábor, Bodnár Judit, Gagyi Ágnes, Gille Zsuzsa, Kiss Viktor, Szalai Erzsébet, Tamás Gáspár Miklós
- Munkatársak: Jelinek Csaba, Pinkasz András
- Lapterv: Galgócz Gábor
- Design: Báron András
- Olvasószerkesztő: Balikáné Bognár Mária
- Tördelő: Kállai Zsanett
- Kiadó: TEK Baráti Kör Egyesület
- Felelős kiadó: a Társadalomelméleti Kollégium igazgatója
- A szerkesztőség címe: 1092 Budapest, Ráday utca 43–45.
- ISSN 1585-0560